# Rudolf Koelman

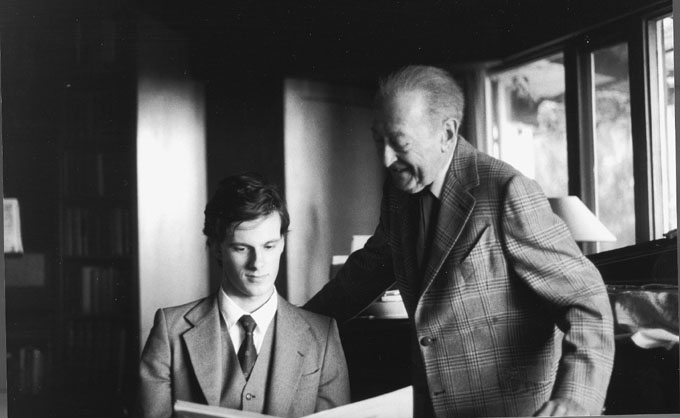
Rudolf Koelman och Jascha Heifetz (Los Angeles 1978)

Rudolf Koelman, född 2 oktober 1959 i Amsterdam, är en holländsk violinist och professor vid Zürcher Hochschule der Künste (ZHdK) i Schweiz.

## Biografi
Koelman började studera violin 1972 i Amsterdam för Jan Bor och Herman Krebbers. 1978 - 1981 var Koelman en av Jascha Heifetzs sista elever vid University of Southern California i Los Angeles.
År 1984 tillträdde Koelman en professur vid Landeskonservatorium für Vorarlberg i Österrike, där han stannade till 1989. 1987 blev han professor vid Konservatorium und Musikhochschule Winterthur i Schweiz. Mellan 1996 och 1999 var Koelman förste konsertmästare i Concertgebouworkestern i Amsterdam. År 2000 till 2005 undervisade Koelman på Robert-Schumann-Hochschule i Düsseldorf. År 2005 övertog Koelman en professur vid Zürcher Hochschule der Künste Zurich University of the Arts (ZHdK) där han undervisar sin violinklass och leder ensemblen ZHdK Strings http://www.zhdkstrings.ch, en kammarorkester bestående av studenter från ZHdK. Koelman undervisar också på flera välrenommerade universitet och högskolor över hela världen som gästprofessor, ger mästarkurser och är jurymedlem i flera internationella tävlingar.

## Instrument
Rudolf Koelman spelar på en violin byggd av Johannes Franciscus Pressenda från 1829 (Turin/Italien) och en Stradivarius "Woolhouse" från år 1720.

## Professor
- 1984-1989 Professor i Violin och Kammarmusik vid Landeskonservatorium für Vorarlberg in Bregenz & Feldkich, Österrike.
- 2000-2005 Professor i Violin och Kammarmusik vid Robert Schumann Hochschule i Düsseldorf, Tyskland. (Professor titel och Chair for life)
- Sedan 1987 Professor i Violin och Kammarmusik och ledare för ZHdK Strings Orchestra vid Zurich University of the Arts i Schweiz. (Professor titel  och Chair for life)
- Mästarkurser vid institutioner så som: Aurora Sverige, Australian National Academy of Music i Melbourne, Griffith University i Brisbane, International Holland Music Sessions, Keshet Eilon Israel, Conservatorio Vincenzo Bellini i Palermo, Perth University, Porto Carras i Grekland, Silkroad Summer Sessions, Sweelinck Conservatorium Amsterdam, Sydney Conservatory, Thessaloniki Conservatory, Western Australian Academy of Performing Arts och mango fler.

## Solist
Koelman har uppträtt som solist med ett flertal orkestrar över världen, bl.a. med 
Amsterdams Philharmonisch Orkest(NL), Berner Symphonieorchester(CH), Bruckner Orchester Linz(A), Concertgebouw Kamerorkest(NL), Combattimento Consort(NL), Fremantle Chamber Orchestra(AU), Haydn Synfonietta Wien(A), Innsbrucker Symphonieorchester(A), Kölnisches Rundfunkorchester WDR(D), Korean Broadcasting System Symphony Orchestra KBS(K), Orchestre de Chambre de Lausanne(CH), Orchestra Synfonico Siciliana OSS(I), Radio Kamer Orkest(NL), Radio Philharmonisch Orkest(NL), Royal Concertgebouw Orkest KCO(NL), Stuttgarter Philharmoniker(D), Südwestdeutsche Philharmonie(D), Tokio Philharmonic(J) och Zürcher Kammerorchester(CH)

## Diskografi
- J.S. Bach, Eugène Ysaÿe, Edvard Grieg: solosonatas (Grieg with Ferenc Bognàr) 1984 (LP)
- Rudolf Koelman plays his favorite encores: 16 virtuoso compositions with Ferenc Bognàr ORF, 1986 (LP-CD)
- Camille Saint-Saëns, Pablo de Sarasate: Introduction et Rondo Capriccioso, Zigeunerweisen, Musikkollegium Winterthur, 1988
- Julius Conus: Violinconcerto e-minor, with orchestra (live) Take One records, 1990
- Fritz Kreisler: 16 Masterpieces, with Ulrich Koella, Ars, 1991, ASIN B000000U2I
- Johannes Brahms: The Violin Sonatas, with Antoine Oomen, Ars, 1991, ASIN B000000U2L
- Sergei Prokofiev: 2 Sonatas, with Antoine Oomen, Ars, 1993, ASIN B000024PYF
- Johannes Brahms, Gustav Mahler, Alfred Schnittke: Piano Quartetts, Wiediscon, 1994
- Antonio Vivaldi: Le Quattro Stagioni, Ars, 1995, ASIN B000024PXU
- Niccolò Paganini: 24 Capricci, (live)Wiediscon, 1996 & Hänssler Classics, 2004, Naxos, ASIN B0009IORFM
- Jean-Marie Leclair: 6 duosonatas with Henk Rubingh, TMD 099801, 1998
- "The Magic of Wood" with 15 instruments of Roberto Regazzi, Dynamic & Florenus, 2005, ASIN B000BUEGJA
- W.A. Mozart: 2 Duos violin/viola with Conrad Zwicky Wiediscon, 2007
- Wieniawski: Violin concerto No. 2, d-minor Camille Saint-Saëns: Intr. et Rondo Capriccioso, Havanaise, Fremantle Chamber Orchestra/Jessica Gethin FCO, 2008
- Niccolò Paganini: Violin concerto's No.1 & No.2, Netherlands Symphony Orchestra/Jan Willem de Vriend Challenge Classics CC72343 Winner of Edison Award for most popular classical album in the Netherlands, 2010
- "10 years FCO" Pablo de Sarasate: Gypsy Airs, Maurice Ravel: Tzigane, Ernest Chausson: Poème Op. 25, Pyotr Ilyich Tchaikovsky: Souvenir d'un lieu cher Op. 42, Fremantle Chambre Orchestra / Jessica Gethin, Christopher van Tuinen, Rubato Productions, 2015
- Sergei Prokofiev: Violin concerto's No.1 & No.2, Musikkollegium Winterthur/Douglas Boyd, Challenge Classics CC72736, 2017